# Yakiniku

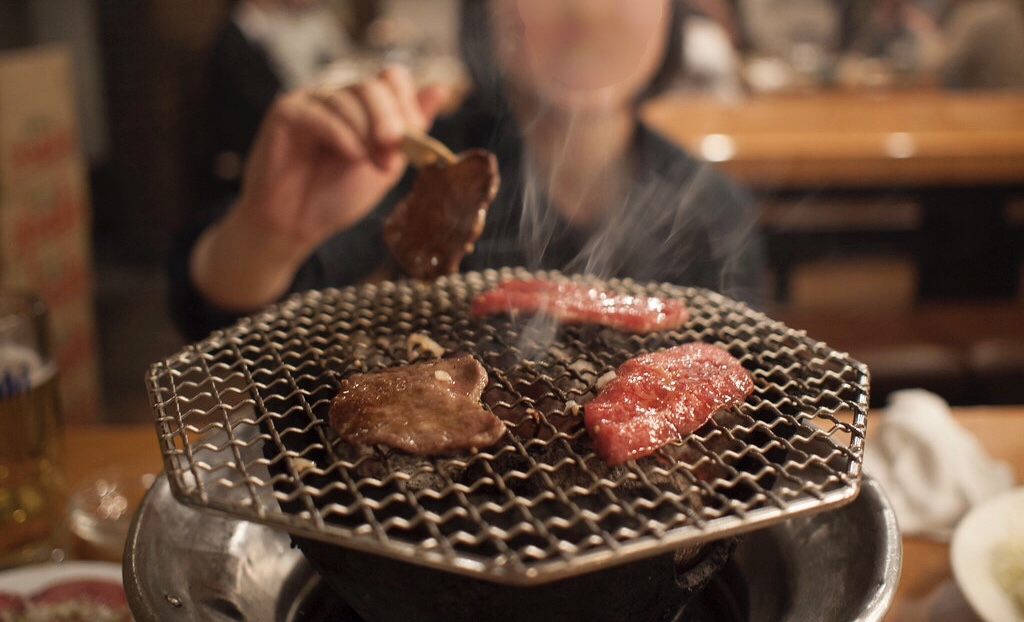
Yakiniku.

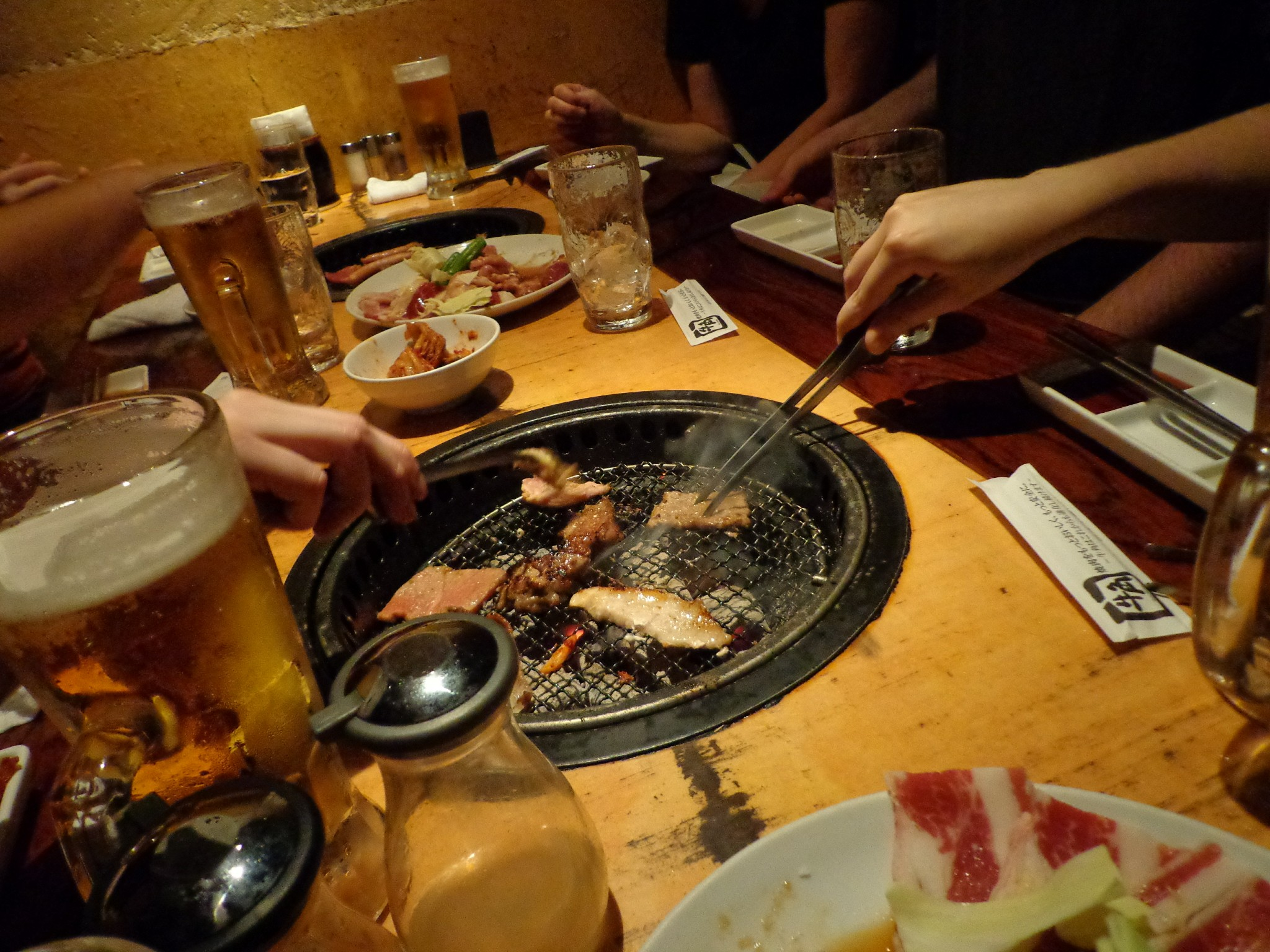

Yakiniku (焼き肉 o 焼肉, ‘carne a la parrilla’) es un término japonés que, en su sentido amplio, alude a los platos de carne a la parrilla. "Yakiniku" originalmente se refería a la comida occidental de "barbacoa", el término fue popularizado por el escritor japonés Kanagaki Robun (仮名垣魯文) en su Seiyo Ryoritsu (es decir, "manual de comida occidental") en 1872 (período Meiji). Más tarde, el término se asoció con la cocina de origen coreano (barbacoa coreana) durante el período Shōwa temprano. Debido a la guerra de Corea, los términos asociados con Corea en Japón se dividieron en Corea del Norte (Kita Chōsen) y Corea del Sur (Kankoku); la referencia a un "restaurante yakiniku" surgió como un término políticamente correcto para los restaurantes de cualquier origen. Actualmente suele referirse a un estilo japonés de cocinar carne (normalmente ternera y asadura) y verdura en trozos pequeños a la parrilla o la plancha sobre ascuas de madera carbonizada por destilación seca (sumibi, 炭火), o bien en una parrilla de gas o eléctrica.
En un restaurante yakiniku, los clientes piden varios tipos de ingredientes crudos preparados (bien individualmente o en raciones) que son llevados a la mesa. Los ingredientes son cocinados por los comensales en una parrilla construida en la propia mesa durante toda la comida, varios trozos cada vez. Los ingredientes se mojan entonces en salsa conocidas como tare antes de comerse. La salsa más común está elaborada con salsa de soja japonesa mezclada con sake, mirin, azúcar, ajo, zumo y sésamo. A veces se usan salsas para mojar de ajo y chalota o miso, y en ocasiones se come el yakiniku condimentado solo con sal.

## Historia

### Etimología

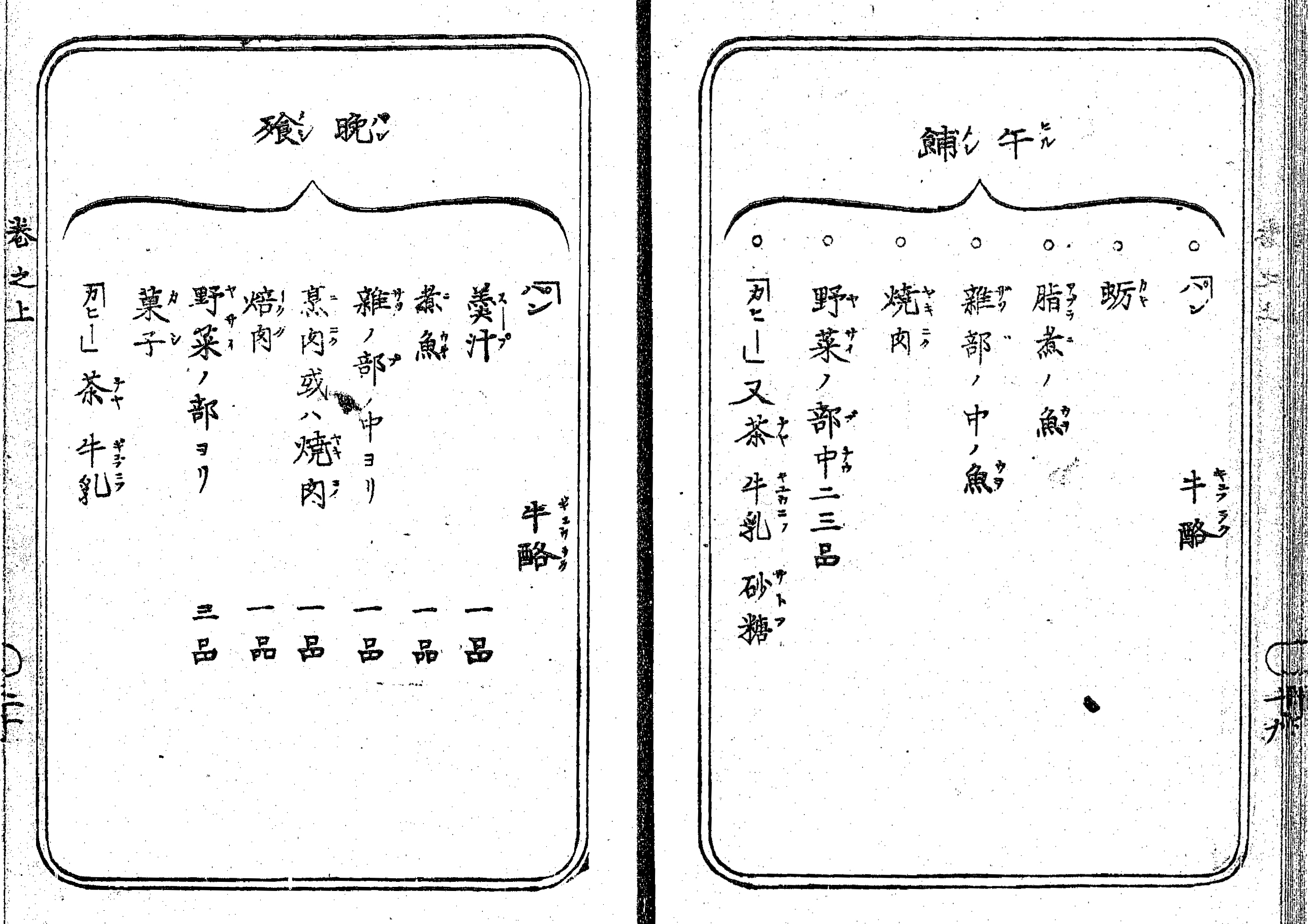
Menús de estilo occidental propuestos en el Seiyō Ryōri Shinan (1872) recomendando un plato de carne fría para desayunar, yakiniku para la comida y una carne macerada o yakiniku junto a carne al horno para cenar.

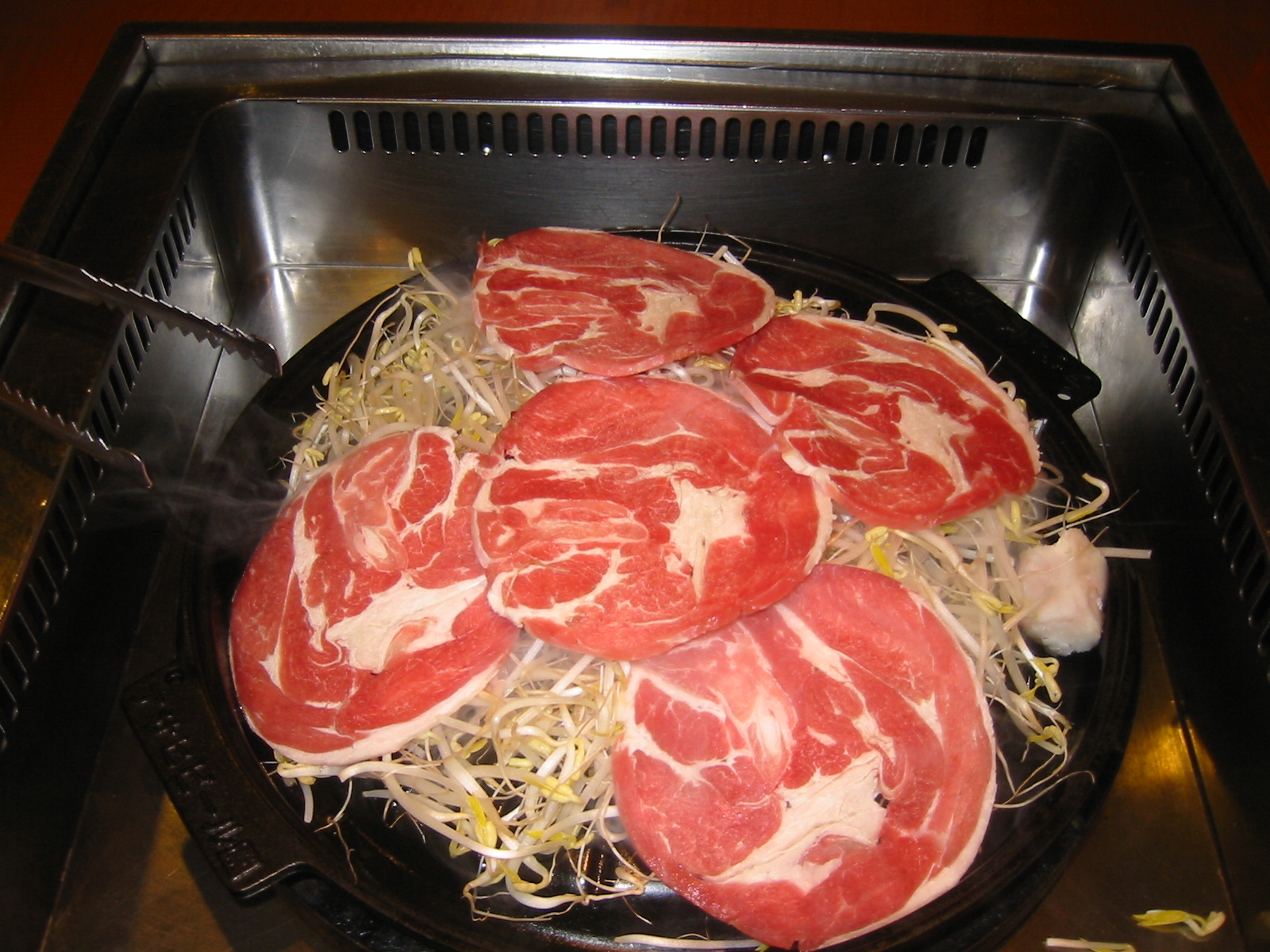
Jingisukan.

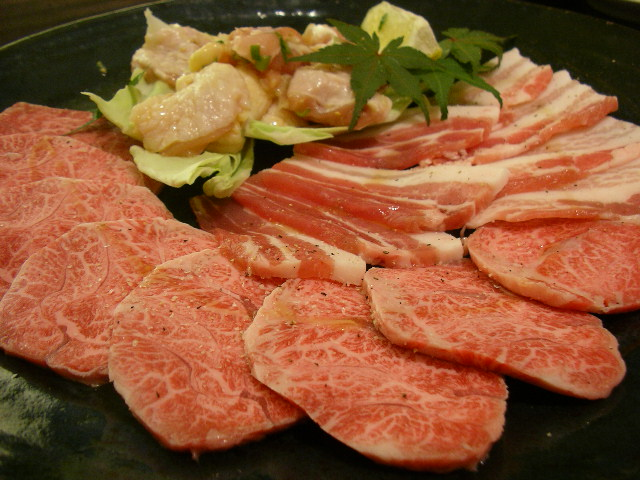
Carne para yakiniku.

Tras estar oficialmente prohibido durante muchos años, el consumo de ternera fue legalizado en 1871 tras la Restauración Meiji como parte de un esfuerzo por introducir la cultura occidental en el país. El Emperador Meiji formó parte de una campaña para promocionar el consumo de ternera, comiéndola públicamente el 24 de enero de 1873. «Filete» y «carne asada» fueron traducidos respectivamente como yakiniku (焼肉) e iriniku (焙肉), según los menús de estilo occidental propuestos en el Seiyō Ryōri Shinan publicado en 1872, si bien este uso de la primera palabra terminaría siendo reemplazado por el préstamo sutēki (del inglés steak).
Jingisukan (transliteración japonesa de Gengis Kan) es un tipo de carne de oveja a la parrilla a la que también se alude como variante de yakiniku. El plato fue concebido en Hokkaidō, donde desde entonces ha sido siempre un plato popular entre los obreros, habiendo ganado recientemente popularidad en todo el país. Se cree que el nombre jingisukan fue inventado por Tokuzo Komai, oriundo de Sapporo, que se inspiró en los platos de oveja a parrilla de Manchuria. La primera mención escrita del plato bajo este nombre fue en 1931. Las barbacoas ventiladas, introducidas por Shinpo en marzo de 1980, se extendieron rápidamente por todo Japón al permitir a los comensales comer yakiniku en un entorno libre de humo, aumentando enormemente la clientela.
La popularidad del yakiniku tuvo otro impulso en 1991 cuando la relajación de las restricciones a la importación de carne de ternera provocó una caída del precio de la misma.

## Ingredientes típicos
Entre los ingredientes típicos se cuentan:
- Ternera y cerdo:
  - Rōsu, tajadas de lomo y aguja.
  - Karubi o baraniku (del coreano galbi), costilla cortas. En Japón suele servirse sin el hueso, a menos que se especifique hone-tsuki-karubi (galbi en el hueso).
- Horumon o motsu, asaduras:
  - Harami, carne tierna alrededor del diafragma.
  - Rebā (del alemán leber), hígado de ternera.
  - Tan (del inglés tongue), lengua de ternera. Servida a menudo con sal y zumo de limón.
  - Tetchan (del coreano Dea-chang), intestino. Puede llamarse simplemente horumon.
  - Hatsu (del inglés heart), corazón.
  - Mino / Hachinosu, tripa de ternera.
- Pollo.
- Marisco: calamar, almeja.
- Verdura: pimiento, zanahoria, shiitake y otros hongos, cebolla, calabaza, repollo, moyashi (brotes de soja), ajo y kabocha.

El yakiniku suele servirse con arroz o cerveza. Otras guarniciones comunes son la sopa coreana, el kimchi, el nameul, el bibimbap y otras ensaladas de influencia coreana, así como platos de carne cruda como el yukhoe, el sashimi de carne y el omaso.

## Día delYakiniku
En 1993, la Asociación Japonesa del Yakiniku proclamó el 29 de agosto como Día del Yakiniku (yakiniku no hi).